# Casserres
Ne doit pas être confondu avec Caseres.
 (septembre 2018).
Si vous disposez d'ouvrages ou d'articles de référence ou si vous connaissez des sites web de qualité traitant du thème abordé ici, merci de compléter l'article en donnant les références utiles à sa vérifiabilité et en les liant à la section « Notes et références ».
Casserres est une commune d'Espagne de la communauté de Catalogne en Espagne, située dans la Province de Barcelone. Elle appartient à la comarque de Berguedà.
Plusieurs hypothèses existent concernant l'origine de ce nom; la plus communément admise est qu'il dériverait du (bas?) latin "castrum serris", "le château des montagnes". Le château en question, vraisemblablement situé sur l'emplacement de l'actuel Ajuntament (Hôtel de Ville), a aujourd'hui disparu.